# Pont-Salomon
Pont-Salomon è un comune francese di 1 904 abitanti situato nel dipartimento dell'Alta Loira della regione dell'Alvernia-Rodano-Alpi.

## Società

### Evoluzione demografica
Abitanti censiti